# Paradrina obscurior
Paradrina obscurior là một loài bướm đêm trong họ Noctuidae.